# Haemodorum laxum
Haemodorum laxum är en enhjärtbladig växtart som beskrevs av Robert Brown. Haemodorum laxum ingår i släktet Haemodorum och familjen Haemodoraceae. Inga underarter finns listade.